# Chulumani

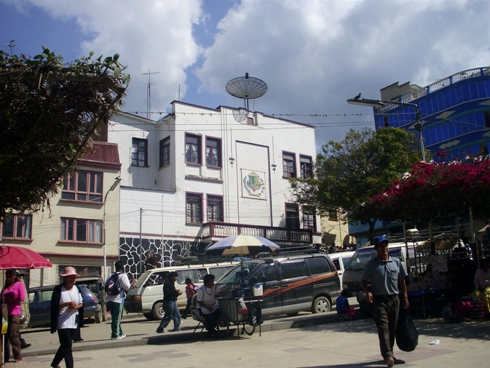
Plaza de Chulumani.

Chulumani es un municipio y una localidad de Bolivia, capital de la provincia de Sud Yungas ubicada en el departamento de La Paz, al este de la ciudad de La Paz. Para el censo de 2001 poseía una población de 2.724 habitantes. Su nombre significa manantial del puma.
La región es conocida como destino turístico por las numerosas atracciones naturales que posee y como productora de coca, naranja y café. Tiene una altitud promedio de 1740 m s. n. m. Se encuentra a 123 km de la capital del departamento y se llega en aproximadamente cuatro horas.

## Demografía
De acuerdo con el censo boliviano de 2024, la población del municipio de Chulumani es de 18 278 habitantes.
La población del municipio aumentó en dos tercios entre 1992 y 2024:
| Año  | Habitantes (municipio) | Fuente |
| ---- | ---------------------- | ------ |
| 1992 | 11.101                 | Censo  |
| 2001 | 13.204                 | Censo  |
| 2012 | 17.694                 | Censo  |
| 2024 | 18.278                 | Censo  |

## Transporte
Chulumani se ubica a 129 kilómetros por carretera al este de La Paz, capital del departamento y sede de gobierno de Bolivia.
Desde La Paz, la ruta nacional pavimentada Ruta 3 recorre al noreste 60 kilómetros hasta Unduavi, desde allí la Ruta 25 sin pavimentar se bifurca en dirección sureste y llega a Chulumani después de 69 kilómetros. De allí continúa por los pueblos de Inquisivi e Independencia y luego de 412 kilómetros se encuentra con la Ruta 4 en Vinto, que luego de otros 15 kilómetros llega a la ciudad de Cochabamba.

## Radios
- Radio FmBolivia 101.3 FM
- Radio Yungas 92.1 FM

La única emisora de Los Yungas por Internet es Fm Bolivia, con emisiones las 24 horas con programación local.